# Julianna Rose Mauriello
Julianna Rose Mauriello (Irvington, New York állam 1991. május 26. –) olasz származású amerikai színésznő, énekes, táncos. A Lazy Town című sorozat hozta meg számára a hírnevet, de emellett különböző broadway musicalben is szerepelt, mint például a Gypsy vagy az Egy fa nő Brooklynban.

## Magánélete
Mauriello a Professional Performing Arts School dicséretes tanulója volt. Szerepelt reklámokban és volt szövegfelolvasó is. Mohó táncos, balett, dzsessztánc, dzsiggelés és ír sztepptánc órákra járt, emellett a gimnasztikában is kamatoztatta tudását. Mauriello beszéli az izlandi nyelvet is, melyet a Lazy Town izlandi forgatásakor sajátított el. Jelenleg New Yorkban él, két lány- és egy fiútestvére van. Szereti a robogójával végigjárni a várost, hogy moziba, könyvesboltokba menjen vagy csak lógjon a barátaival.

## Pályafutása
Még kisgyermekként szerepelt Csajkovszkij A diótörő című balettjének egy előadásán, ahol a karácsonyfa alatt aludt. Első fellépése a Broadwayon a 2002-2003-ban futó Oklahoma! című musicalen volt. 2003-ban Magnús Scheving, az izlandi játékfilmrendező látva Julianna egyedi tehetségét és tettrekészségét, felkérte, hogy ő játssza Stephanie-t az Izlandon forgatott Lazy Townban. A műsorban mutatott alakítását jelölték a 2006-os Daytime Emmy Awardra „Gyermekműsor Kiváló Előadója” kategóriában. 2006-ban Mauriello önmagát alakítja egy direct-to-video filmben, a Hip Hop Kids: Hip Hop Homeroom Math-ben. Az A Fix című kisfilmben a főszereplőt, Pypert alakítja.

## Filmográfia
| Év   | Cím                                 | Eredeti cím                         | Szerep            |
| ---- | ----------------------------------- | ----------------------------------- | ----------------- |
| 2004 | Gypsy: A Musical Fable              | Gypsy: A Musical Fable              | Bernadette Peters |
| 2005 | Egy fa nő Brooklynban               | A Tree Grows in Brooklyn            |                   |
| 2006 | Hip Hop Kids: Hip Hop Homeroom Math | Hip Hop Kids: Hip Hop Homeroom Math |                   |
| 2008 | A Fix                               | A Fix                               | Pyper             |

## Televíziós sorozatok
| Év        | Cím             | Szerep    | Epizódszám |
| --------- | --------------- | --------- | ---------- |
| 2004–2007 | Lazy Town       | Stephanie | 51         |
| 2008-2014 | Lazy Town Extra | Stephanie | 26         |